# Tilleuleries
 (janvier 2023).
Les Tilleuleries sont un festival d'art forain et d'arts de la rue à Nassogne (Belgique). Fondé en 1987, il a lieu tous les ans vers la mi-juillet et accueille des spectacles de qualité[réf. nécessaire] tout en voulant conserver une ambiance familiale.  
Ce festival avait lieu à l'origine autour de la collégiale Saint-Monon sous les tilleuls, d'où son nom.